# 築山修治
築山 修治(つきやま しゅうじ、1949年 - )は日本の工学者。中央大学理工学部電気電子情報通信工学科教授を経て、2020年より中央大学名誉教授。工学博士
(大阪大学)。VLSI
設計技術、アルゴリズム工学などの研究に従事。

## 経歴

### 学歴
- 大阪大学工学部電子工学科(1972/03)
- 大阪大学大学院工学研究科電子工学専攻修士課程修了(1974/03)
- 大阪大学大学院工学研究科電子工学専攻博士課程修了(1977/03)[4]

### 職歴
- 大阪大学工学部助手(1977/04-1987/01)
- カリフォルニア大学バークレー校電子工学研究所訪問研究助手(1978/10/01-1980/03/31)
- 大阪大学工学部助教授(1987/01-1987/03)
- 中央大学理工学部助教授(1987/04-1990/03)
- 中央大学理工学部教授(1990/04-2020/03)
- 中央大学研究開発機構長(2014/04-2020/03)[4]
- 中央大学名誉教授(2020年-)[2]

## 専門分野
電子デバイス・電子機器
・情報通信工学・工学基礎

## 人物
趣味はゴルフ、テニス、スキー、クラシック鑑賞。「ただ答えを出すことは、いいことではない。検証して正しい結果を出すことに意味がある。」と述べている。

## 研究テーマ
- 電池システムの最適構成設計に関する統計的手法(2013/04-)
- ディジタル回路に対する統計的設計手法に関する研究(2011/04-)
- 高機能自動配置配線手法に関する研究(2011/04-)
- 液晶ディスプレイの駆動回路の自動設計手法に関する研究(2011/04-)
- VLSＩ設計技術(1977/04-)
- アルゴリズム設計(1972/04-)[4]

## 論文
- Graph based analysis of 2-D FPGA routing, IEEE Trans. CAD/ICAS, vol.15,no.1, pp.33-34, 1996. (共著)
- A new algorithm for p-collection problem on a tree-type flow network,IEICE Trans. Fundamentals, vol. E81-A, no.1, pp.139-146, 1997. (単著)
- An algorithm for statistical static timing analysis considering correlations between dalays, IEICE Trans. Fundamentals, vol.E84-A, no.11, pp.2746-2754, 2001. (共著)[3]

## 著書
- ディジタル信号処理ハンドブック,電子情報通信学会 編, オーム社, 1992 (共著).
- 離散構造とアルゴリズムII, 近代科学社, 1992 (共著).[3]

## 受賞
- SASIMI 2015 Outstanding Paper Award, "New nMOS dynamic shift registers for driver circuit of small LSDs and their evaluations", SASIMI 2015 TPC (2015/03)

## 所属学会
- 電気化学会(2016/07-)
- エレクトロニクス実装学会(1998/01-)   ・監事 2006/05-2008/05    ・回路実装技術委員会委員長 1999/04-2002/03    ・理事 1998/04-1999/05
- プリント回路学会（回路実装学会）(1988/04-)   ・大会委員会委員長 1996/04-1997/03    ・理事 1994/04-1998/03    ・編集委員会委員長 1994/04-1996/04    ・編集委員会委員 1992/01-1994/04    ・評議員 1990/02-1992/01    ・学会誌編集会議委員 1988/06-1991/12
- ACM(1988/01-2015/12)
- 情報処理学会(1986/06-)   ・システムLSI設計研究会連絡員 1999/09-2000/04    ・設計自動化研究会連絡員 1994/09-1999/04    ・論文査読委員 1991/06-    ・アルゴリズム研究会連絡員 1989/04-1992/03
- IEEE(1972/04-)   ・Trans. CAS II, Associate Editor 2004/01-    ・2005 Int. Symp. on Circuits and Systems, General Secretary 2003/08-2005/12    ・2001 Int. Symp. on Circuits and Systems Technical Program Committee, Co-Chair, North Asia 1999/08-2001/06    ・Tokyo Section, Student Activity Committee, Chair 1997/03-1999/02    ・CAS Tokyo Chapter 会計（Treasurer） 1988/01-1989/12    ・1985 Int. Symp. on Circuits and Systems, Financial Committee, Secretary 1983/08-1985/12
- 電子情報通信学会(1970/05-)   ・功績賞・業績賞委員会委員 2007/05-2008/05    ・基礎・境界ソサイエティ会長 2005/05-2006/05    ・基礎・境界ソサイエティ、副会長、事業担当 2001/05-2003/05    ・基礎・境界ソサイエティ副会長（システムと信号処理サブソサイエティ会長） 1998/05-1999/05    ・評議員 1997/05-1999/05    ・基礎・境界ソサイエティ英文論文誌編集委員会, Editor 1995/01-1997/12    ・Special　Section　on　VLSI　Design　and　CAD　Algorithms　英文論文誌小特集編集委員会委員長 1994/11-1995/12    ・VLSI設計技術研究専門員会委員長 1994/05-1995/05    ・研究組織委員会幹事 1991/05-1993/05    ・第5回軽井沢回路とシステムワークショップ実行委員会委員長 1991/05-1992/05    ・将来構想実施検討委員会、財政検討部会幹事 1991/05-    ・Special　Issue　on　1990　JTC－CSCC英文論文小特集編集委員会幹事 1991/01-1991/09    ・回路とシステム研究専門員会幹事 1990/05-1992/05    ・「VLSI設計におけるAI技法の活用」小特集編集委員会幹事 1988/08-1989/08    ・将来構想委員会グループ制検討部会委員 1988/07-1990/04    ・基礎・境界グループ論文委員会委員 1988/05-1989    ・基礎・境界グループ運営委員会庶務幹事 1987/05-1989/05    ・VLSI設計技術研究専門委員会幹事 1987/04-1989/05    ・基礎・境界グループ第三種研究会、将来像検討研究会委員 1987/04-1987/12    ・基礎・境界グループ第三種研究会、ニューネットワーク論研究会幹事 1985/07-1987/06

## 社会活動
野崎わかば会　評議員(2013/11-)
Aisia and South Pacific Design Automation Conf.(1994/03-1998/02)
```
 ・1998 ASPDAC, Technical Program Committee, Co-Chair 1997/03-1998/02 
 ・Steering Committee, Vice-Chair 1996/03-1997/02 
 ・1997 ASPDAC, University LSI Dsign Contest committee, Co-Chair 1996/03-1997/02 
```

Journal of Circuits, Systems, and Computers(1992/01-2005/12)
```
 ・Regional Editor 2004/01-2005/12 
 ・Associate Editor 1992/01-2003/12 
```

Int. Conf. on Computer Aided Design(1990/01-)
```
 ・Executive Committee, Asian Representative 1996/11-1998/11 
 ・Technical Program Committee Member 1990/01-1991/12 
```

Workshop on Synthesis And System Integration of Mixed Information technologies (SASIMI)(1989/10-)
```
 ・General Chair 2003/04-2004/11 
 ・Tech. Program Commttiee Chair 2001/10-2003/04 
 ・Steering Committee Member 1989/10-
```